# Грюневальд (Люксембург)
Грю́невальд (люкс. Gréngewald, нем. Grünewald) — лес в центральном Люксембурге, который принадлежит правительству страны. Грюневальд находится на территории коммун Нидеранвен, Штейнсель, и Вальферданж; центр леса находится в 6 км к северо-востоку от центра столицы Люксембурга. Из-за близости к столице он является популярным местом для туризма и отдыха. В Грюневальде протекают реки Эрнц-Нуар и Белый Эрнц.

## История
Грюневальд любим люксембуржцами со времён образования страны. В 1846 году правительство предложило продать 1650 гектаров леса, чтобы собрать деньги для экономического развития. Лес был куплен бароном Зигезаром за 530,000 гульденов. Но были произведены посадки деревьев, и лесные насаждения вскоре вновь увеличились в площади.
В 1890 году из-за прекращения унии Нидерландаов и Люксембурга владельцем Грюневальда больше не был люксембургский правитель, права перешли Вильгельмине, королеве Нидерландов. В следующем году, великий герцог Адольф купил лес, в размере 24.43 км² за 2,788,798 франков. В течение следующих 35 лет территория была увеличена ещё в ходе серии отдельных закупок; в течение того же периода, в некоторых районах Грюневальд был продан.
Из-за финансовых трудностей в разгар Великой депрессии в 1934 году, великая герцогиня Шарлотта продаёт значительную часть Грюневальда, вместе с резиденцией правительства — Замок Берг. Общая цена составила 40 млн франков.
С 1934 года площадь Грюневальда уменьшается, главным образом в результате расширения города Люксембург и строительство ряда дорог.